# Татаринов, Михаил Владимирович
Михаи́л Влади́мирович Тата́ринов (род. 16 июля 1966, Ангарск, Иркутская область) — советский и российский хоккеист, защитник. Отличался мощным броском.

## Биография
Начинал играть в родном Ангарске. Выступал на всесоюзных соревнованиях «Золотая шайба», где его заприметили селекционеры ведущих клубов страны.
В итоге, Татаринов выбрал киевский «Сокол», за который играл в 1983—1986 годах. Призывался в молодёжную сборную СССР. Чемпион мира среди молодёжи (до 20 лет) 1984 и 1986 годов. Лучший защитник молодёжного чемпионата мира 1986 года (7 очков, 2+5, в 7 играх).
В 1986 году перешёл в московское «Динамо». По признанию хоккеиста, толчком к этому послужила авария на Чернобыльской АЭС. В «Динамо» Татаринов вскоре стал ведущим защитником, чемпионом СССР в 1990 году.
Всего за 238 игр в чемпионатах СССР забил 46 голов, отдал 38 результативных передач.
С 1984 года вызывался в сборную СССР. В 1988 году готовился со сборной играть на Олимпиаде в Калгари, но на тренировке в «Динамо» столкнулся с Билялетдиновым, результатом чего стал двойной перелом челюсти. В итоге, вместо Татаринова на Олимпиаду поехал Игорь Кравчук из ЦСКА.
Ситуация с непопаданием на Олимпиаду негативно подействовала на игрока. Татаринов злоупотреблял спиртным, позже находился на излечении в госпитале КГБ в Москве. Тем не менее тренеры «Динамо» видели необходимость в нем и сохранили за ним место в команде.
Чемпион мира 1990 года. Лучший защитник чемпионата мира 1990 года — 11 очков (3+8) в 10 играх. Попал в первый состав «всех звёзд» ЧМ-1990. Выступал за сборную СССР на Кубке Канады 1991 года (0+1 в 5 матчах). Всего за сборную СССР провел 63 матча, набрал 25 (11+14) очков.
На драфте 1984 года выбран клубом «Вашингтон Кэпиталз» под 225-м номером. В октябре 1990 года провел последнюю игру за «Динамо» против «Химика» (4:2), а уже через 5 дней, 23 октября, играл за «Вашингтон» против «Филадельфии Флайерз» (6:2). Всего в сезоне 1990/91 в НХЛ провел 65 игр, забросил 8 шайб. В Кубке Стэнли не мог помочь команде из-за травмы и вскоре уехал домой. Такое поведение игрока было негативно воспринято в команде и было принято решение о его обмене.
22 июня 1991 года обменян в «Квебек Нордикс» на право выбора во втором раунде драфта. В новой команде был одним из лидеров. По итогам сезона 1992/93 вынужден был покинуть команду, так как проиграл арбитраж по вопросу увеличения зарплаты.
30 июля 1993 года подписал контракт с «Бостоном». В сезоне 1993/94 провел два матча за «Бостон Брюинз» в паре с Рэем Бурком. Вскоре получил травму спины, из-за которой восстанавливался полтора месяца. Залечив травму, узнал, что руководством отправлен в фарм-клуб. Отыграл три матча в АХЛ за «Провиденс Брюинз», после чего в ноябре 1993 года разорвал контракт с «Бостоном» и вернулся в Москву.
Невозможность проявить себя как хоккеисту привела к очередному срыву — Татаринов снова стал злоупотреблять спиртным.
В феврале 2001 года был осужден за убийство. Отсидел в тюрьме 11 месяцев.

### Семья
От первой жены Натальи сын Владимир (род. 8 мая 1988 года). Вторая жена Любовь, сын Александр (2014 г. р.).